# Seznam švedskih tenisačev
Seznam švedskih tenisačev.

## A
- Christer Allgårdh
- Ellen Allgurin
- Jan Apell
- Sofia Arvidsson
- Simon Aspelin
- Jacqueline Cabaj Awad

## B
- Ronnie Båthman
- Ove Bengtson
- Rikard Bergh
- Mirjam Björklund
- Jonas Björkman
- Björn Borg
- Wollmar Boström
- Anna Brazhnikova
- Johan Brunström

## C
- Åsa Carlsson
- Kent Carlsson
- Susanne Celik

## D
- Sven Davidson

## E
- Stefan Edberg
- Thomas Enqvist
- Markus Eriksson

## F
- Sigrid Fick

## G
- Jan Gunnarsson
- Magnus Gustafsson

## H
- Per Henricsson
- Per Hjertquist

## J
- Anders Järryd
- Joachim Johansson
- Thomas Johansson
- Ola Jonsson

## K
- Carina Karlsson
- Nicklas Kulti

## L
- Johanna Larsson
- Nick Lindahl
- Christian Lindell
- Catarina Lindqvist
- Robert Lindstedt
- Cornelia Lister

## N
- Brenda Njuki
- Hanna Nooni
- Magnus Norman

## O
- Robin Olin
- Eva Lena Olsson

## P
- Kajsa Rinaldo Persson
- Rebecca Peterson

## R
- Marten Renström
- Sandra Roma
- Patrik Rosenholm
- Michael Ryderstedt

## S
- Gunnar Setterwall
- Andreas Siljeström
- Hans Simonsson
- Robin Söderling
- Ulf Stenlund

## T
- Mikael Tillström

## U
- Nicklas Utgren

## V
- Andreas Vinciguerra

## W
- Lars-Anders Wahlgren
- Charles Wennergren
- Mats Wilander

## Y
- Elias Ymer
- Mikael Ymer